# Belgia na Letnich Igrzyskach Olimpijskich 1988
Belgię na Letnich Igrzyskach Olimpijskich 1988 reprezentowało 59 zawodników.

## Zdobyte medale
| Medal | Zawodnik            | Dyscyplina  | Konkurencja            |
| ----- | ------------------- | ----------- | ---------------------- |
| Brąz  | Frans Peeters       | Strzelectwo | Trap                   |
| Brąz  | Robert Van de Walle | Judo        | Waga półciężka (95 kg) |